# 冨坂和男
冨坂 和男（とみさか かずお、1967年5月8日 - ）は、NHKのシニアアナウンサー。

## 人物
長野県長野高等学校、早稲田大学教育学部卒業後1990年入局。好きな食べ物は手巻き寿司。

## 挿話
- 新人時代に『モーニングワイド首都圏』で花畑からの中継をした際、スタジオの松平定知（当時）に「新人です。時間配分を間違えました」と深々と頭を下げて謝罪をさせてしまったことがある。
- 初任地の長野で冬季オリンピックが開催されることが決まったという事情もあり、以後はスポーツアナウンサーとして活動している。オリンピックの開催年になると、ジャパンコンソーシアムのメンバーとして現地に派遣されることが多い。2018年の平昌オリンピックテレビ中継では、一部の競技にとどまらず、開会式の実況を桑子真帆とのコンビで担当した。
- 野球中継や大阪放送局のラジオ番組で7時40分から放送「マイあさ関西」ではフルネームで紹介する（冨坂和男です。）事はない。

## 同期のアナウンサー
辻智太郎・田中学・和田哲・高谷智泰・武田真一ほか

## 現在の担当番組
- NHKプロ野球他スポーツ中継（高校野球、ラグビー、バレーボール、駅伝、マラソンなど）
  - 2010年11月6日『第61回日本選手権シリーズ 中日ドラゴンズ対千葉ロッテマリーンズ』第6戦（日本シリーズ史上最長試合）のラジオ実況を担当。
  - 高校野球では、第100回記念大会となった2018年夏・決勝、大阪桐蔭対金足農業戦のテレビ実況など、数多くの試合を実況。
  - 夏季オリンピックにおいては、リオデジャネイロオリンピックでの陸上・男子4×100mリレーで、日本代表が銀メダルを獲得した決勝レースを実況したことで知られている[注釈 1]。
  - 冬季オリンピックでは主にアルペンスキー競技を担当し、ソルトレークシティオリンピックまでアルペンを実況していた山本浩の後、二大会連続で実況している。

## 過去の担当番組
長野放送局時代
- モーニングワイド首都圏（花畑からの中継、新人時代）

東京アナウンス室時代
- 長野オリンピック（開催決定の瞬間・特番）
- NHKニュース7（平日、スポーツコーナー、1999年4月 - 2000年3月）

大阪放送局時代（1度目）
- アテネオリンピック（女子陸上棒高跳び実況など）
- 関西のニュース

札幌放送局時代
- 北京オリンピック（ハンマー投男子実況など）
- バンクーバーオリンピック
- 高校野球南北海道大会（2010年7月）
- 北海道のニュース

G-Media出向時代
- 東日本大震災関連の安否情報（2011年3月）

※G-Media出向のアナウンサーは全員が安否情報の担当に充てられていた（スポーツ中継の放送が3週間ほど全面休止となっていたため）。
- ロンドンオリンピック（男子マラソン実況など）
- 長野県のニュース（2013年7月20日・21日）

大阪放送局時代（2度目）
- 関西のニュース
- MGCマラソングランドチャンピオンシップ〜東京五輪代表選考レース 女子〜（実況、2019年9月15日（TBSテレビ（男子）と共同中継））
- 第38回全国都道府県対抗女子駅伝（実況、2020年1月12日）

東京アナウンス室時代（2度目）
- 信州845（2022年7月14日、長野放送局への応援）

G-Media出向時代（2度目）
- ラグビーワールドカップ2023（総合・BS4K・NHKプラス）
  - 1次リーグ・グループB「南アフリカ」対「スコットランド」（2023年9月10日） - スタジオ副音声進行（解説：田中史朗）
  - 1次リーグ・グループD「日本」対「アルゼンチン」（2023年10月9日） - スタジオ副音声進行（解説：五郎丸歩、廣瀬俊朗、ゲスト：岡田准一、ケンドーコバヤシ）
  - 準決勝「イングランド」対「南アフリカ」（2023年10月22日） - スタジオ副音声進行（解説：五郎丸歩、山村亮、田村優）
  - 決勝「ニュージーランド」対「南アフリカ」（2023年10月29日） - スタジオ副音声進行（解説：廣瀬俊朗、具智元、松田力也、山本幸輝）